# Давидково (Болгарія)
Дави́дково (болг. Давидково) — село в Смолянській області Болгарії. Входить до складу общини Баніте.

## Населення
За даними перепису населення 2011 року у селі проживали 702 особи.
Національний склад населення села:
| Національність   | Кількість осіб | Відсоток |
| ---------------- | -------------- | -------- |
| болгари          | 533            | 97,8%    |
| інша             | 5              | 0,9%     |
| Всього відповіли | 545            |          |

Розподіл населення за віком у 2011 році:
Динаміка населення: